# Cerkiew św. Olgi w Olgince
Cerkiew pod wezwaniem św. Olgi – prawosławna cerkiew parafialna w Olgince. Należy do dekanatu tuapsińskiego eparchii Soczi Rosyjskiego Kościoła Prawosławnego.
Świątynia znajduje się przy ulicy Czernomorskiej 10.

## Historia
Cerkiew wzniesiono w latach 2004–2006, z inicjatywy i środków pracowników przemysłu naftowego z Tiumeni. W kwietniu 2006 r. obiekt został poświęcony przez biskupa jejskiego Tichona, wikariusza eparchii jekaterinodarskiej.

## Architektura
Budowla murowana, dwupoziomowa, o trzech nawach, zwieńczona pięcioma złoconymi kopułami. Do świątyni prowadzą granitowe zakrzywione schody z poręczami z białego marmuru. Drewniane drzwi wejściowe są rzeźbione. W oknach, mających kształt łuków, umieszczono witraże. Na wyposażeniu wnętrza znajduje się ikonostas. Ściany wewnętrzne zdobią mozaiki.
Dolna cerkiew nosi wezwanie św. Paraskiewy.
Posesję cerkiewną otacza murowano-metalowe ozdobne ogrodzenie.